# Албрехт Гюнтер (Шварцбург-Рудолщат)
Албрехт Гюнтер фон Шварцбург-Рудолщат (на немски: Albrecht Günther von Schwarzburg-Rudolstadt) от Дом Шварцбург е от 1612 до 1634 г. управляващ граф на Шварцбург-Рудолщат.

## Биография
Роден е на 8 август 1582 година в Рудолщат. Той е третият син на граф Албрехт VII фон Шварцбург-Рудолщат (1537 – 1605) и първата му съпруга графиня Юлиана фон Насау-Диленбург (1546 – 1588), дъщеря на Вилхелм Богатия, граф на Насау-Диленбург. Той е внук по бащина линия на граф Гюнтер XL фон Шварцбург.
Албрехт Гюнтер е изпратен през 1598 г. заедно с брат му Лудвиг Гюнтер да учи в университета в Йена. През 1601 г. те са в Страсбург и през 1602 г. в Париж. През 1604 г. те се връщат обратно в Рудолщат.
През 1605 г. той и братята му имат браво да последват баща си като граф. Решава се Карл Гюнтер като най-голям брат да води управлението шест години. Албрехт Гюнтер отива обратно в Париж и живее там от 1606 до 1612 г. През 1612 г. графството се разделя на три. Албрехт Гюнтер получава частта на Илм. Албрехт Гюнтер има резиденция Щадтилм и смята да строи там дворец. Братята работят заедно и заедно се грижат за сестрите си. През 1624 г. регентството в графството Шварцбург-Рудолщат се новоорганизира и се идва до смяна на имотите. Албрехт Гюнтер получава Франкенхаузен, Карл Гюнтер – Рудолщат и Лудвиг Гюнтер – Щадтилм. Заради собственостите братята имат проблеми. На 24 септември 1630 г. Карл Гюнтер умира бездетен. След преговори Албрехт Гюнтер получава Рудолщат.
Албрехт Гюнтер умира на 20 януари 1634 г. по време на пътуване в Ерфурт. Още живият брат Лудвиг Гюнтер управлява до 1646 г.